# Alessandro Vincenzo Siciliano
Alessandro Vincenzo Siciliano (San Nicola Arcella, 17 maggio 1860 – Rio de Janeiro, 19 febbraio 1923) è stato un nobile e imprenditore italiano che ha svolto la propria attività principalmente in Brasile.
Il 5 agosto 1916 gli venne concesso il titolo di conte da parte di Papa Benedetto XV, trasmissibile ai propri discendenti, come confermato da Papa Pio XI il 25 giugno del 1924 al figlio Alessandro.

## Biografia
Emigrato da giovane dalla natia Calabria verso il Brasile, divenne economista, banchiere e fu uno dei proprietari della Companhia Mecânica e Importadora. Propose nel 1903 la creazione di un consorzio di esportatori di caffè per raccogliere fondi presso banchieri europei al fine di finanziare la costosa gestione delle scorte, contenere il calo dei prezzi e promuovere la valorizzazione del prodotto. Adottata dal governo di San Paolo, questa proposta si concretizzò nel 1906 col cosiddetto Patto di Taubaté, un accordo tra i governi locali degli stati brasiliani di San Paolo, Minas Gerais e Rio de Janeiro, ossia i tre maggiori produttori di caffè in Brasile.
Alessandro Siciliano sposò Laura de Mello Coelho che gli diede quattro figli: Anna Theresa (nonna materna della senatrice brasiliana Marta Suplicy), Violeta, Alexandre e Paulo.
Non dimentico del suo paese natale, Alessandro Siciliano lo volle eretto in comune, contribuendo personalmente alle risorse per dotarlo del municipio, di nuove strade e dell'acquedotto, come ricorda una targa apposta in una delle piazze principali del borgo.
La moglie, donna Laura, si occupò del completo ammodernamento della chiesa parrocchiale di San Nicola Arcella, lavori che terminarono nel 1912. Una targa in facciata ne ricorda le benemerite gesta.
Il paese riconoscente ha dedicato al conte Alessandro Siciliano un murales che ricorda la sua avventura di imprenditore del caffè in Brasile, tra i tanti che sono stati dipinti tra le suggestive viuzze del borgo, raccontandone la storia millenaria.

## Galleria d'immagini

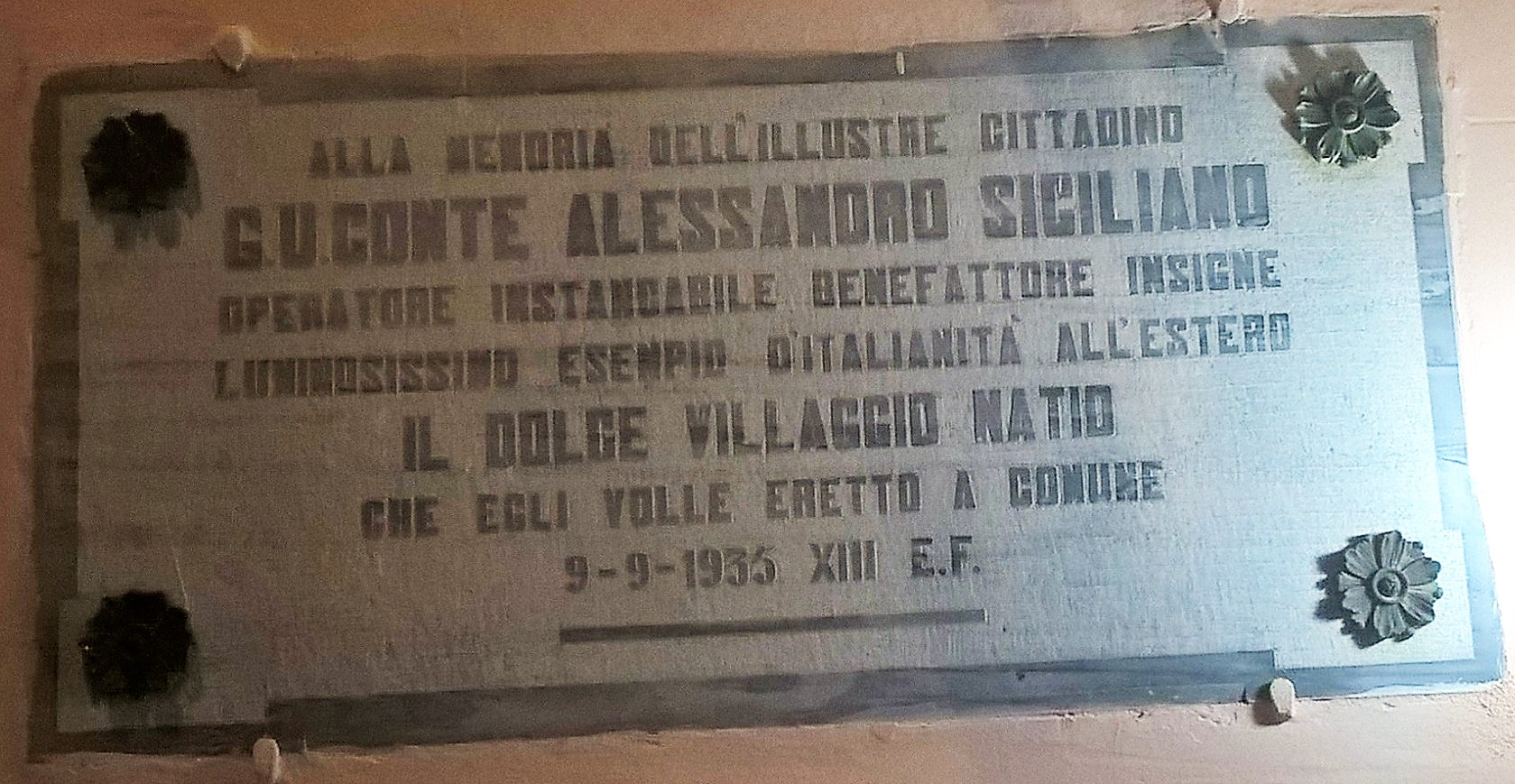
Targa dedicata ad Alessandro Vincenzo Siciliano in piazza Siciliano, nel centro del borgo di San Nicola Arcella
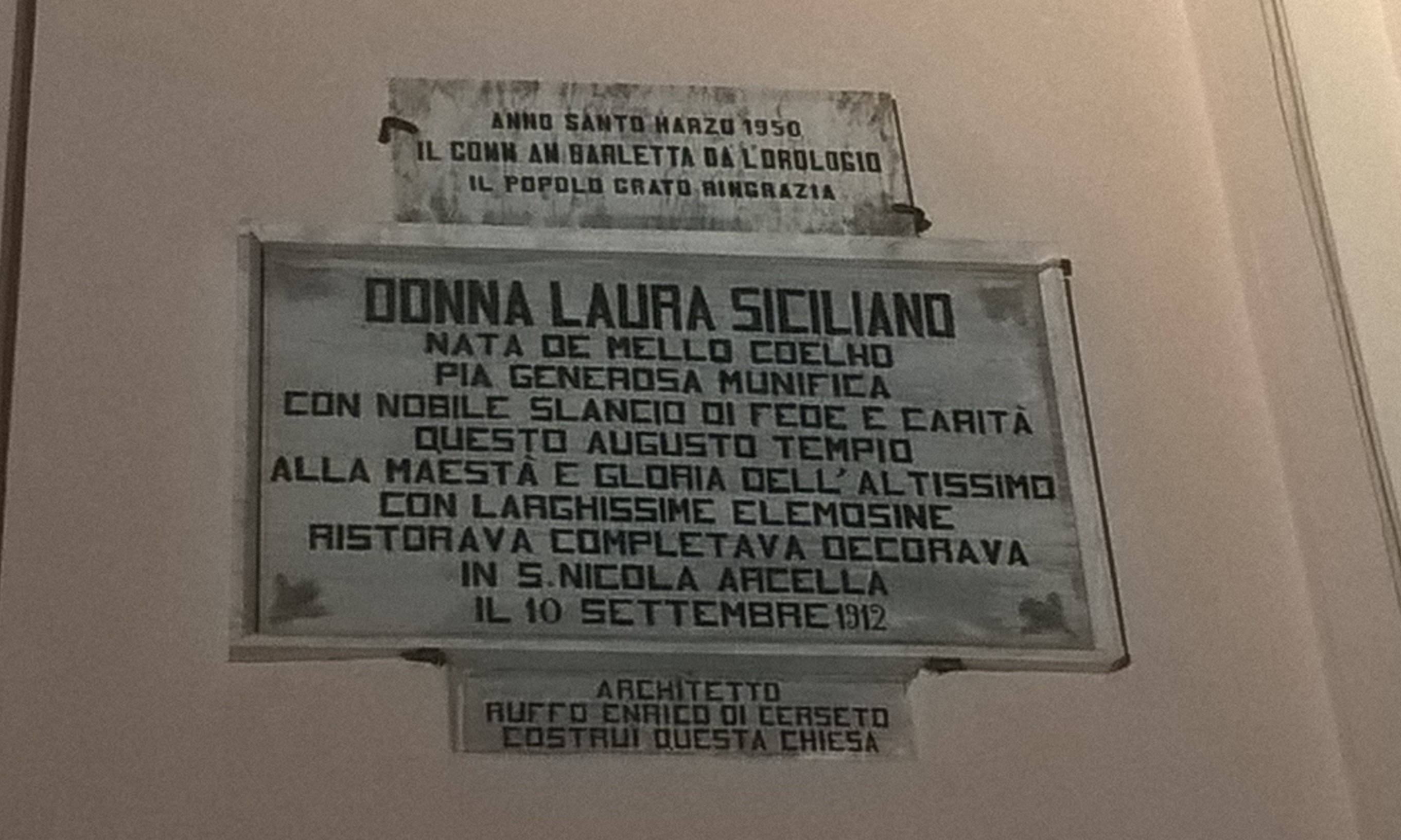
Targa dedicata a Laura Siciliano, affissa alla facciata della chiesa di San Nicola Arcella in piazza Laura Siciliano
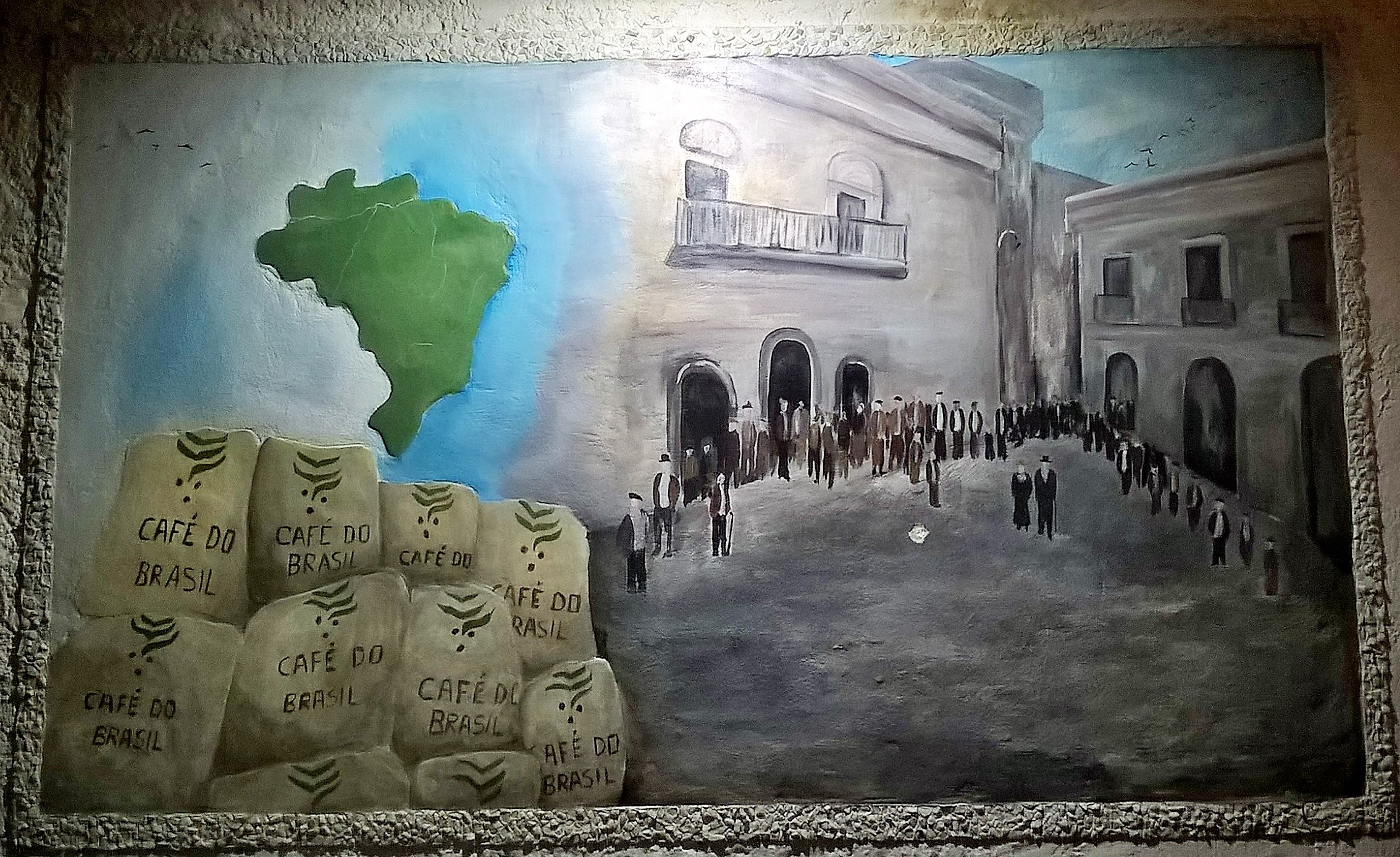
Murales dedicato ad Alessandro Siciliano, opera di Angelo Rago, parte del ciclo di murales che raccontano la storia della località